# Valentin Busuioc

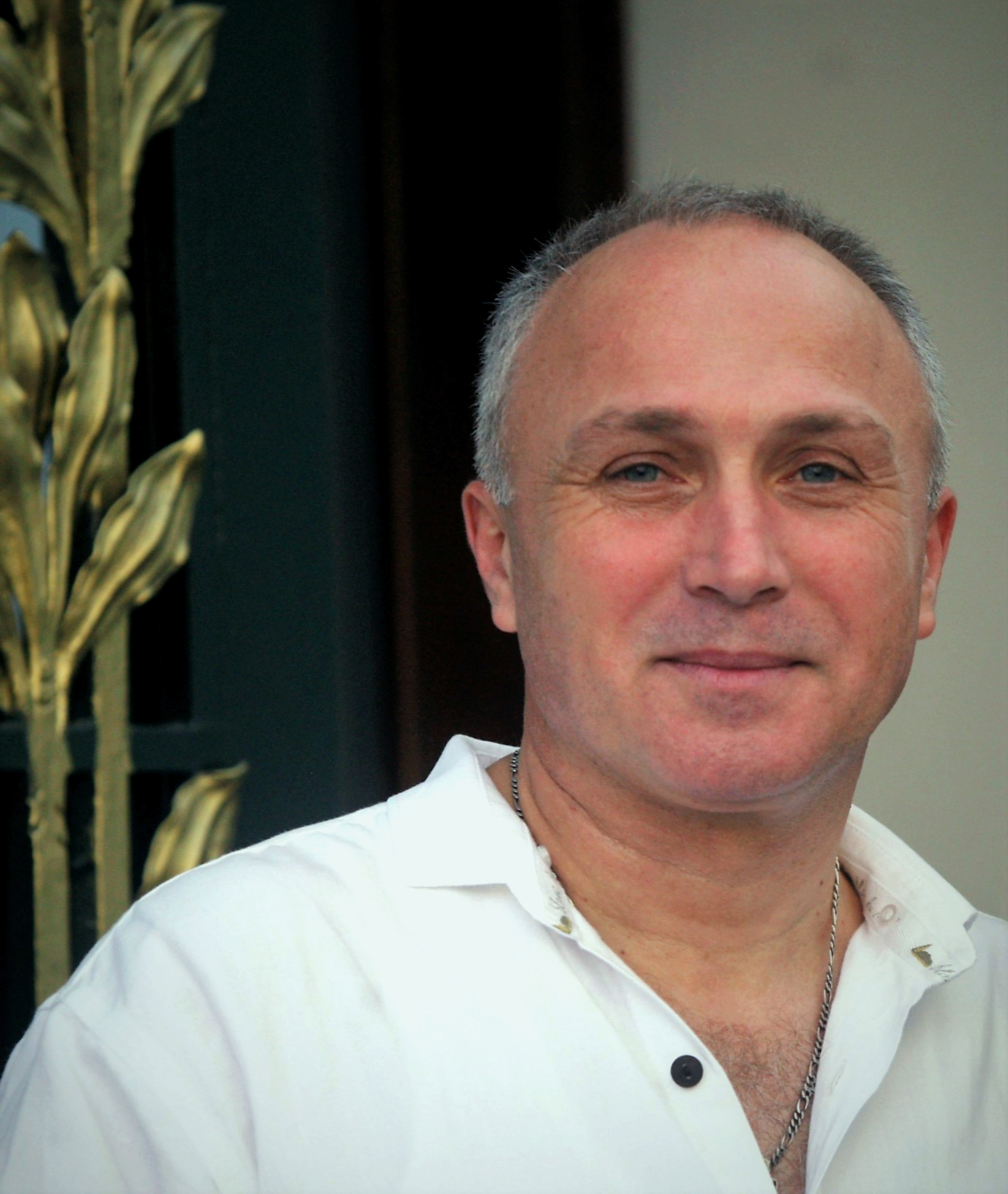

Valentin Busuioc (n. 6 iunie 1965, Buhuși, județul Bacău) este un poet, dramaturg, romancier și jurnalist român.

## Studii
A urmat studii militare superioare.  
Este general de brigadă (rez.) STS. 
Este licențiat al Facultății de Jurnalism și Științele Comunicării, Universitatea București. 
A urmat studii postuniversitare de multimedia la Facultatea de Jurnalism și Științele Comunicării, Universitatea București; studii postuniversitare de psiho-sociologie la Facultatea de Psihologie și Științele Educației, Universitatea București; masterat în management public la Academia de Studii Economice din București, precum și Universitatea Națională de Apărare "CaroI I"/Colegiul Național de Apărare, cursul de nivel înalt.

## Cărți publicate
A debutat publicistic în anul 1988 în revistele Viața militară, cu poemul "Cum ai pune un râu sub un pod", și în Tomis, cu poemele "Exercițiu" și "Tablou muzical".
A scris și publicat, împreună cu poetul Constantin Abăluță, primul poem renga din literatura română (Contemporanul, nr.13/1995).

## Poezie
- 111 poeme, Editura Muntenia, 1993;
- Viața în direct, Editura Leda, 1995;
- Vortex, Editura Eminescu, 1999;
- Bărbatul din Calea Lactee, Editura Eminescu, 2004;
- Orașul văzut prin oglindă, Editura Tracus Arte, 2014;
- Linia vieții, Editura Tracus Arte, 2016;
- Iarba, Editura Societății Scriitorilor Militari, 2018;
- Coli de scris, Editura Junimea, 2018;
- Povestea bărbatului care a visat foarte mult, Editura Neuma, 2021;
- Vârsta de bronz, Editura Neuma, 2024.

## Dramaturgie
- Epoleții cu busolă, două ediții, Editura Azero și Asociația Scriitorilor București, 2005

## Proză
- Mierea sălbatică, Editura Neuma, 2020, roman

## Afilieri și premii
Este membru al Uniunii Scriitorilor din România (din anul 1996), Filiala București Poezie.
A primit mai multe premii la concursuri de literatură, organizate în țară și străinătate. 
Volumul Coli de scris a primit premiul CARTEA  ANULUI  2018 din partea Uniunii Scriitorilor din România, Filiala București - Poezie. 
A fost inclus în antologii și reviste de poezie din România, Belgia, Brazilia, Canada, Germania, Italia, Japonia, Marea Britanie, Slovenia, S.U.A. și Turcia.
A mai semnat, în presa scrisă, cu pseudonimul Dan T.